# Libertas Basket Bologna
La Libertas Basket Bologna Associazione Sportiva Dilettantistica è una società di pallacanestro femminile di Bologna, fondata nel 1957.
Giocava al PalaDozza, campo condiviso con le squadre maschili della Fortitudo; in seguito si è spostata al Centro Sportivo Sandro Pertini, in via della Battaglia a Bologna.

## Storia
(Gianfranco Civolani)
La Libertas Bologna nacque nel 1957, per iniziativa da Roberto "Franco" Bonetti, titolare di una cartoleria di Via San Felice e appassionato di pallacanestro, raccogliendo buona parte delle ragazze della Acli-Labor, una società sportiva in orbita cattolica, e alcune giovanissime reclute. Il primo campo fu quello della Parrocchia di San Nicolò.
Dopo due anni in Serie B, nel 1960 la Libertas si affaccia alla serie A, dove rimarrà stabilmente tra il 1964 e il 1979, conquistando nel 1973 il terzo posto assoluto. Nel 1962-63 retrocesse di nuovo in B, riconquistando la massima serie l'anno seguente. Dopo Bonetti, il presidente storico della Libertas sarà Gianfranco Civolani, patron della società per oltre 40 anni, mentre la bandiera sportiva sarà Viviana Corsini, playmaker di grande talento, destinata anche alla Nazionale.
Tra il 1964 e il 1979 la Libertas ha giocato quindici stagioni consecutive in Serie A, ottenendo come miglior piazzamento il terzo posto al termine del campionato 1972-73  allenatore Franco Lanfranchi. Dopo un ventennio trascorso in Serie B, nel 1994-95 è tornata per una stagione in A1, retrocedendo subito.
Negli ultimi anni ha disputato la Serie A2: nel 2001-02 e nel 2003-04 è giunta settima; si è salvata ai play-out 2005-06 ed è stata finalista ai play-off nel 2006-07.
Nella stagione 2007-08 è stata eliminata in semifinale play-off dalla Geas Sesto San Giovanni in tre gare. Una stagione, questa, molto controversa che viene suggellata da un'estate in cui si incrinano anche i rapporti con molte delle altre società di pallacanestro bolognese.
Ha vinto due Coppa Italia di Serie A2: nel 2010 e nel 2012.
Il nome della Libertas è legato soprattutto a quello del giornalista Gianfranco Civolani, detto Civ, che ha mantenuto la presidenza della società per 43 anni, portandola a disputare anche campionati di Serie A1. Finita nel 2005 l'era Civ, la società, sotto la guida di Franco Nessi, amministratore delegato di Eternedile, ha messo a punto un progetto per il rilancio del vivaio, e per riportare la squadra nell'élite del basket italiano. La promozione in A1 è sfuggita di un soffio nel 2007 e nel 2008.
Nel 2016-17 viene promossa in Serie A2 ma rinuncia per mancanza di sponsor e riparte della Serie C.

## Cronistoria
| Cronistoria della Libertas Basket Bologna. |
| --- |
| - 1957 · fondazione della Libertas Basket Bologna. - 1957-58 · in Serie B. - 1958-59 · in Serie B. - 1959-60 · in Serie B, promossa in Serie A. - 1960-61 · Ultravox, 2ª nel girone B di Serie A; quarti di finale. - 1961-62 · Ultravox, 2ª nel girone A di Serie A; perso lo spareggio per accesso alla seconda fase. - 1962-63 · Ultravox, 10ª in Serie A, retrocessa in Serie B. - 1963-64 · in Serie B, promossa in Serie A. - 1964-65 · Supermercato Mobili, 5ª in Serie A. - 1965-66 · Supermercato Mobili, 7ª in Serie A. - 1966-67 · Lamborghini, 5ª in Serie A. - 1967-68 · Lamborghini, 4ª in Serie A. - 1968-69 · Lamborghini, 4ª in Serie A. - 1969-70 · Lamborghini, 5ª in Serie A. - 1970-71 · Coperte Pastore, 5ª in Serie A. - 1971-72 · Tre Bi, 5ª in Serie A. - 1972-73 · Tre Bi, 3ª in Serie A; 3ª in Coppa Italia. - 1973-74 · Cerelia, 6ª in Serie A. - 1974-75 · Cerelia, 9ª in Serie A. - 1975-76 · Plia Castelli, 8ª in Serie A. - 1976-77 · Plia Castelli, 4ª nel Girone B di Serie A, 8ª nella poule scudetto. - 1977-78 · Plia Castelli, 7ª nel Girone B di Serie A, 4ª nella poule salvezza. - 1978-79 · Plia Castelli, 6ª nel Girone A di Serie A, 7ª nella poule salvezza, retrocessa in Serie B. - 1979-80 · in Serie B, ammessa alla nuova Serie A2. - 1980-81 · in Serie A2. - 1981-82 · in Serie A2. - 1982-83 · in Serie A2, retrocessa in Serie B. - 1983-84 · in Serie B. - 1989-90 · in Serie B, promossa in Serie A2. - 1990-91 · in Serie A2 - 1991-92 · in Serie A2 - 1992-93 · in Serie A2 - 1993-94 · Focus, in Serie A2, promossa in Serie A1. - 1994-95 · Focus, 14ª in Serie A1, retrocessa in Serie A2. - 1998-99 · in Serie B, promossa in Serie A2. - 1999-00 · Emilianacar, 12ª nel Girone A di Serie A2 - 2000-01 · Emilianacar, 13ª nel Girone A di Serie A2, retrocessa, poi riammessa. - 2001-02 · Emilianacar, 7ª nel Girone A di Serie A2 - 2002-03 · 9ª nel Girone Nord di Serie A2 - 2003-04 · 7ª nel Girone A di Serie A2 - 2004-05 · 7ª nel Girone A di Serie A2 - 2005-06 · Meccanica Nova, 14ª nel Girone Nord di Serie A2, vince la finale play-out. - 2006-07 · Meccanica Nova, 1ª nel Girone Nord di Serie A2, perde lo spareggio promozione. - 2007-08 · Meccanica Nova, 2ª nel Girone Nord di Serie A2, semifinali play-off. - 2008-09 · Meccanica Nova, 6ª nel Girone Nord di Serie A2, quarti play-off. - 2009-10 · Meccanica Nova, 3ª nel Girone Nord di Serie A2, finale play-off; vincitrice della Coppa Italia di Serie A2 (1º titolo). - 2010-11 · Meccanica Nova, 1ª nel Girone Nord di Serie A2, semifinale play-off. - 2011-12 · Meccanica Nova, 2ª nel Girone Nord di Serie A2, perde lo spareggio promozione; vincitrice della Coppa Italia di Serie A2 (2º titolo). - 2012-13 · Meccanica Nova, 8ª nel Girone Sud di Serie A2, quarti play-off. - 2013-14 · Meccanica Nova, 7ª nel Girone B della Poule promozione di Serie A2. - 2014-15 · Meccanica Nova, 2ª nel Girone C di Serie A2: 4º Posto nel girone della poule promozione; rinuncia e riparte dalla Serie B. - 2015-16 · 8ª in Serie B. - 2016-17 · 3ª in Serie B Emilia Romagna, vince i play-off, promossa in A2; rinuncia e riparte dalla Serie C. - 2017-18 · in Serie C Emilia Romagna, vince i play-off, promossa in Serie B Emilia Romagna. - 2018-19 · in Serie B Emilia Romagna - 2019-20 · in Serie B Emilia Romagna. Interrompe l'attività. |

## Allenatori e presidenti
- 1960-1961  Roberto Bonetti
- 1961-1969  Costantino Michelini
- 1969-1973  Franco Lanfranchi
- 1973-1975  Francesco Zucchini
- 1975-1977  Giuseppe Comastri
- 1977-1978  Giuseppe Comastri (fino alla 7ª giornata)
 Antonio Coraducci (dalla 8ª giornata)
- 1978-1979  Antonio Coraducci

dal 2003 al 2015 (Serie A2)
- 2003-2005  Paolo Andreoli[9][10]
- 2005-2006  Renato Caroli (fino a ott. 2005)[11]
 Gianluca Piccolo (da ott. 2005 a gen. 2006)
 Valeria Vacchetti (da gen. 2006)
- 2006-2007  Michele Teglia[12]
- 2007-2009  Massimo Solaroli[13]
- 2009-2011  Marco Savini[14]
- 2011-2012  Luigi Piatti[15]
- 2012-2014  Maurizio Scanzani[16][17]
- 2014-2015  Matteo Lolli[18]

dal 2015 (Serie B)
- 2015-2016  Andrea Castelli
- 2016-2017  Massimo Borghi

---
- 2018-2020  Andrea Castelli

- 1957-1962  Roberto Bonetti
- 1962-2006  Gianfranco Civolani
- 2006-2008  Franco Nessi
- 2008-2014  Fabio Landi
- 2014-2015  Stefano Venturi
- 2015-  Fabio Landi

## Cestiste

### Giocatrici in nazionale
- Viviana Corsini
- Carla Goggioli
- Emanuela Peri
- Marianna Zambon
- Paola Masetti
- Stefania Ricci
- Tiziana Fasso
- Lorenza Arnetoli
- Nicoletta Caselin
- Valeria Zanoli
- Alessandra Tava
- Valeria De Pretto

## Palmarès
- Coppa Italia di Serie A2: 2
2009-2010, 2011-2012

## Statistiche

### Campionati disputati
- Serie A1: 19
- Serie A2: 27
- Serie B: 12

### Miglior piazzamento
- 3º Posto: Serie A 1972-73
- 3º Posto: Coppa Italia 1973
- Semifinale: Coppa Italia 2006